# Beautiful Lies (album)
Beautiful Lies è il terzo album in studio della cantante britannica Birdy, pubblicato il 25 marzo 2016 dalla Atlantic Records.

## Tracce
1. Growing Pains (Jasmine Van den Bogaerde, Sam Romans) – 3:49
2. Shadow (Van den Bogaerde, Melisa Bester, Jamie Hartman) – 4:01
3. Keeping Your Head Up (Van den Bogaerde, Wayne Hector, Steve Mac) – 3:28
4. Deep End (Van den Bogaerde, Justin Parker) – 3:28
5. Wild Horses (Van den Bogaerde, John McDaid) – 3:05
6. Lost It All (Van den Bogaerde) – 3:47
7. Silhouette (Van den Bogaerde, Simon Aldred, Rosie Doonan) – 4:10
8. Lifted (Van den Bogaerde, Ammar Malik, Daniel Omelio) – 4:23 – Myriot
9. Take My Heart (Van den Bogaerde) – 4:11
10. Hear You Calling (Van den Bogaerde, Mac, Hector) – 4:01
11. Words (Van den Bogaerde, Conrad Sewell) – 3:37
12. Save Yourself (Van den Bogaerde, Danny Parker, Teddy Geiger) – 3:34
13. Unbroken (Van den Bogaerde, Aldred) – 4:25
14. Beautiful Lies (Van den Bogaerde, Romans) – 2:50